# Ficoïde orange
Espèce
Classification phylogénétique
La Ficoide Orange (Lampranthus aurantiacus) est une plante de la famille des Aizoacées
Cette « ficoïde » est un couvre-sol particulièrement esthétique au moment de la floraison.
- Origine : Afrique du Sud
- Plante vivace succulente couvre-sol
- Feuillage: persistant
- Fleurs : couleur orange
- Hauteur : 20 à 50 cm
- Zone de rusticité: 9-10